# Wilhelm Rivalier von Meysenbug
Wilhelm Rivalier Freiherr von Meysenbug, geboren als Wilhelm Rivalier (* 11. Juli 1813 in Kassel; † 14. Februar 1866 in Karlsruhe), war ein badischer Diplomat und Politiker.

## Herkunft und Werdegang
Wilhelm Rivalier von Meysenbug entstammte einer Hugenottenfamilie aus Kurhessen. Meysenbugs Vater Carl Rivalier war 1825 vom Kurfürsten von Hessen mit Namensmehrung durch von Meysenbug, dem Namen einer ausgestorbenen Familie der althessischen Ritterschaft, von Meysenbug, in den erblichen Adelsstand erhoben worden; 1834 erhielt er vom Kaiser den erblichen Freiherrentitel. Die Schriftstellerin Malwida von Meysenbug war Wilhelms Schwester.
Wilhelm Rivalier von Meysenbug studierte an den Universitäten in Berlin und Heidelberg und trat dann  in den diplomatischen Dienst des Großherzogtums Baden. 1842 wurde Meysenbug Legationssekretär am Württembergischen Königshof in Stuttgart und 1843 am Österreichischen Kaiserhof in Wien. 1846 kehrte er als Legationsrat in die badische Residenz nach Karlsruhe zurück. Im Jahre 1849 ging Meysenbug in diplomatischer Mission für den Großherzog nach Berlin. Dort führte er das militärische Einschreiten der Preußischen Armee im Juni 1849 gegen die Badische Revolution herbei und verhandelte über Badens Beitritt zum Dreikönigsbündnis. Im selben Jahr wurde Meysenbug badischer Bevollmächtigter im Verwaltungsrat der verbündeten Regierungen in Berlin und 1851 beglaubigter Gesandter am preußischen Königshof. 1850 war er Mitglied des Staatenhauses des Erfurter Unionsparlaments.

## Badischer Außenminister
Am 19. Mai 1856 ernannte der badische Regent den Diplomaten Meysenbug zum Staatsminister des großherzoglichen Hauses und der auswärtigen Angelegenheiten und somit formal zum Chef  der neuen Regierung, wobei diese Spitzenposition  nach dem Eintritt des Innen- und Justizministers Franz von Stengel am 20. September 1849  etwas in den Hintergrund trat, so dass gemeinhin die Bezeichnung Kabinett Stengel, teilweise auch Kabinett Stengel-Meysenbug, in die Literatur einging. Einen offiziell  als Leiter des Gesamtministeriums ernannten Staatsminister gab es in Baden für den Zeitraum von 1846 bis 1861 ohnehin nicht. Während Meysenbug vor Eintritt in das Ministerium noch ein Verfechter einer Kleindeutschen Lösung war, dachte er als Außenminister zunehmend pro Österreich. Obwohl Meysenbug Protestant war, verfolgte er zusammen mit dem Katholiken Stengel konsequent die Linie eines Konkordats mit dem Vatikan, das dem Erzbistum Freiburg weitgehende Autonomierechte einräumte. Damit hätten nach Ansicht der Liberalen wesentliche Hoheitsrechte des badischen Staates aufgegeben werden müssen. Es entbrannte ein Streit der Badischen Ständeversammlung mit der Regierung Stengel-Meysenbug, als diese am 28. Juni 1859 den Vertrag des Großherzogtum Baden mit der römisch-katholischen Kirche paraphierte, ohne zuvor die Zustimmung der Kammern zu dem Konkordat nachgesucht zu haben. Als die Zweite Kammer im März 1860 mit 46 gegen 15 Stimmen die Ablehnung dieser Kirchenkonvention beschloss, entließ der Großherzog das Kabinett Stengel-Meysenbug und bildete die neue liberale Regierung Stabel. Meysenbug trat in den Ruhestand und lebte noch sechs Jahre in völliger Zurückgezogenheit.